# Phoenix Pictures
Phoenix Pictures é uma produtora de filmes americana que produz filmes desde o final da década de 1990, incluindo Cisne Negro (2010), Shutter Island (2010), The People vs. Larry Flynt (1996), The Thin Red Line (1998) e Zodíaco (2007).

## História
Os produtores Mike Medavoy e Arnold Messer fundaram a Phoenix em novembro de 1995 como uma produtora independente. Eles adquiriram financiamento da Onex Corporation, Pearson Television e Sony Pictures Entertainment. Ela fechou um acordo com a CBS para exibir seus filmes na rede de televisão. Seu modelo de negócios era baseado em embalagens de filmes para apresentar aos estúdios e depois navegar no desenvolvimento dos filmes.
Em 1996, o estúdio fechou um acordo exclusivo com a Showtime Networks para transmitir suas redes na televisão paga.
A Variety disse que a Phoenix Pictures foi uma das poucas empresas a produzir mais de 25 filmes com a mesma equipe executiva.